# Liparetrus
Liparetrus är ett släkte av skalbaggar. Liparetrus ingår i familjen Melolonthidae.

## Dottertaxa tillLiparetrus, i alfabetisk ordning[1]
- Liparetrus abnormalis
- Liparetrus adelus
- Liparetrus aethiops
- Liparetrus albipennis
- Liparetrus albohirtus
- Liparetrus albosetosus
- Liparetrus alienus
- Liparetrus amabilis
- Liparetrus amplus
- Liparetrus analis
- Liparetrus andersoni
- Liparetrus angulatus
- Liparetrus arenosus
- Liparetrus argenteus
- Liparetrus aridus
- Liparetrus armstrongi
- Liparetrus ascius
- Liparetrus asper
- Liparetrus assitus
- Liparetrus ater
- Liparetrus atomus
- Liparetrus atratus
- Liparetrus atriceps
- Liparetrus atrox
- Liparetrus aulax
- Liparetrus badius
- Liparetrus bakeri
- Liparetrus bellarus
- Liparetrus bimaculatus
- Liparetrus bituberculatus
- Liparetrus brevipes
- Liparetrus cantrelli
- Liparetrus capillatus
- Liparetrus carnabyi
- Liparetrus carnei
- Liparetrus carpentariae
- Liparetrus castaneus
- Liparetrus cerinus
- Liparetrus cinctipennis
- Liparetrus cinnameus
- Liparetrus cognatus
- Liparetrus collaris
- Liparetrus collessi
- Liparetrus comes
- Liparetrus commoni
- Liparetrus compositus
- Liparetrus concolor
- Liparetrus confusus
- Liparetrus consanguineus
- Liparetrus convexior
- Liparetrus convexiusculus
- Liparetrus convexus
- Liparetrus crassus
- Liparetrus cribriceps
- Liparetrus cribripennis
- Liparetrus criniger
- Liparetrus curtulus
- Liparetrus demarzi
- Liparetrus discipennis
- Liparetrus discoidalis
- Liparetrus dispar
- Liparetrus distans
- Liparetrus distinctus
- Liparetrus diversus
- Liparetrus dixoni
- Liparetrus ebeninus
- Liparetrus erythropterus
- Liparetrus erythropygus
- Liparetrus ferrugineus
- Liparetrus fimbriatus
- Liparetrus finitimus
- Liparetrus flavicornis
- Liparetrus flavidus
- Liparetrus flavipennis
- Liparetrus flavopictus
- Liparetrus flavus
- Liparetrus fulvohirtus
- Liparetrus fumosus
- Liparetrus furfurosus
- Liparetrus geminatus
- Liparetrus germari
- Liparetrus gilvus
- Liparetrus glaber
- Liparetrus glabripennis
- Liparetrus glauerti
- Liparetrus globulus
- Liparetrus gracilipes
- Liparetrus gravidus
- Liparetrus halei
- Liparetrus hattanus
- Liparetrus hilli
- Liparetrus hirpex
- Liparetrus imbricatus
- Liparetrus impressicollis
- Liparetrus incertus
- Liparetrus insolitus
- Liparetrus insularis
- Liparetrus iridipennis
- Liparetrus ithonus
- Liparetrus jenkinsi
- Liparetrus jubatus
- Liparetrus karallus
- Liparetrus karinus
- Liparetrus kennedyi
- Liparetrus kiatanus
- Liparetrus kreuslerae
- Liparetrus kungarus
- Liparetrus laciniatus
- Liparetrus laeticulus
- Liparetrus laetus
- Liparetrus laevis
- Liparetrus lanaticollis
- Liparetrus lepidopygus
- Liparetrus limbatus
- Liparetrus lissapterus
- Liparetrus lividipennis
- Liparetrus longidens
- Liparetrus lottini
- Liparetrus lugens
- Liparetrus luridipennis
- Liparetrus luridus
- Liparetrus luteus
- Liparetrus malara
- Liparetrus marginipennis
- Liparetrus medius
- Liparetrus melallus
- Liparetrus melanocephalus
- Liparetrus merredinensis
- Liparetrus merus
- Liparetrus micros
- Liparetrus mimicus
- Liparetrus mimus
- Liparetrus minimus
- Liparetrus minor
- Liparetrus minusculus
- Liparetrus minutus
- Liparetrus mixtus
- Liparetrus modestus
- Liparetrus monartus
- Liparetrus monticola
- Liparetrus mulurus
- Liparetrus necessarius
- Liparetrus newmani
- Liparetrus niger
- Liparetrus nigricollis
- Liparetrus nigrifrons
- Liparetrus nigrinus
- Liparetrus nudipennis
- Liparetrus nudus
- Liparetrus obesus
- Liparetrus obscurior
- Liparetrus occidentalis
- Liparetrus opacicollis
- Liparetrus opacus
- Liparetrus orestes
- Liparetrus orsinus
- Liparetrus orthodoxus
- Liparetrus ovipennis
- Liparetrus pallens
- Liparetrus pallidulus
- Liparetrus pallidus
- Liparetrus palmerstoni
- Liparetrus pandus
- Liparetrus parvidens
- Liparetrus parvus
- Liparetrus paryphus
- Liparetrus paulus
- Liparetrus pauxillus
- Liparetrus pectinatus
- Liparetrus periosus
- Liparetrus perkinsi
- Liparetrus pezus
- Liparetrus phoenicopterus
- Liparetrus pholiotus
- Liparetrus picipennis
- Liparetrus pimbus
- Liparetrus plautus
- Liparetrus politus
- Liparetrus posticalis
- Liparetrus puer
- Liparetrus pulvereus
- Liparetrus pusillus
- Liparetrus pygmaeus
- Liparetrus quinquelobatus
- Liparetrus reburrus
- Liparetrus robustus
- Liparetrus rothei
- Liparetrus rotundicollis
- Liparetrus rotundiformis
- Liparetrus rotundipennis
- Liparetrus rubefactus
- Liparetrus rubicundus
- Liparetrus rubrus
- Liparetrus rufipennis
- Liparetrus rugatus
- Liparetrus satanus
- Liparetrus seclusus
- Liparetrus semiatriceps
- Liparetrus semicastaneus
- Liparetrus semiflavus
- Liparetrus septuosus
- Liparetrus sericeipennis
- Liparetrus sericeus
- Liparetrus simillimus
- Liparetrus simulator
- Liparetrus squamiger
- Liparetrus squamipennis
- Liparetrus squamosus
- Liparetrus striatus
- Liparetrus stygius
- Liparetrus suavis
- Liparetrus subsquamosus
- Liparetrus sylvicola
- Liparetrus tanami
- Liparetrus tatakus
- Liparetrus tenebrosus
- Liparetrus teres
- Liparetrus tibialis
- Liparetrus triangulatus
- Liparetrus trichopygus
- Liparetrus trichotus
- Liparetrus tridentatus
- Liparetrus tristis
- Liparetrus trivialis
- Liparetrus tulanus
- Liparetrus ulingus
- Liparetrus umbrosus
- Liparetrus unidentatus
- Liparetrus uniformis
- Liparetrus uptoni
- Liparetrus urbulus
- Liparetrus validus
- Liparetrus wanamarus
- Liparetrus waningus
- Liparetrus vastus
- Liparetrus ventralis
- Liparetrus vespertinus
- Liparetrus vestitus
- Liparetrus vestjensi
- Liparetrus vicinus
- Liparetrus villosus
- Liparetrus wilsoni
- Liparetrus xanthotrichus